# KNVB-Pokal 1934/35
Der KNVB-Pokal 1934/35 war die 30. Auflage des niederländischen Fußball-Pokalwettbewerbs. Pokalsieger wurde Vorjahresfinalist Feijenoord Rotterdam. Das Team setzte sich im Finale gegen HVV Helmond durch.

## Modus
Alle Begegnungen wurden in einem Spiel ausgetragen. Bei unentschiedenem Ausgang kam die auswärts spielende Mannschaft eine Runde weiter.

## 1. Runde
|                           | Ergebnis |                          |
| ------------------------- | -------- | ------------------------ |
| Ahrend's VC               | 3:4      | HFC Helder               |
| VV Alkmaar                | 4:3      | Alkmaarsche Boys         |
| VV Alphia                 | 6:1      | VV Lekkerkerk            |
| Amstel Watergraafsmeer    | 1:2      | DJK Amsterdam            |
| APGS Amsterdam            | 4:1      | VV Holland               |
| VV APWC                   | 1:2      | Neerlandia Amsterdam     |
| VV Axel                   | 6:2      | VV RCS Oost Souburg      |
| SV Beverwijk              | 10:10    | VV Brederodes            |
| BIC Brummen               | 3:2      | VVO Velp                 |
| VV Capelle                | 1:6      | LSV Leerdam              |
| DSV Concordia Delft       | 1:0      | HVV De Ooievaars         |
| SV De Meteoor             | 11:30    | SC Woerden               |
| AVV De Volewijckers       | 3:1      | Electra Amsterdam        |
| VV De Zeemeeuwen          | 4:3      | VV Assendelft            |
| DVV Delft                 | 5:7      | VV Rijswijk              |
| DWV Amsterdam             | 8:2      | HEDW Amsterdam           |
| VV Emmen                  | 2:4      | VV Asser Boys            |
| ESCA Arnheim              | 6:1      | VIJDO Arnheim            |
| Fluks Dordrecht           | 4:0      | HDV Den Haag             |
| VV Gelria Velp            | 3:1      | SC Elistha               |
| GFC Goor                  | 6:3      | DOTO Deventer            |
| VV GOES                   | 3:1      | HKI Breda                |
| VV Gouderak               | 3:5      | Transvalia Rotterdam     |
| VV Haastrecht             | 3:1      | OLIVEO Pijnacker         |
| VV Hattem                 | 5:4      | SV Almelo                |
| VV Heemskerk              | 1:3      | HVC Amersfoort           |
| Hellas Groningen          | 0:6      | VV Gorredijk             |
| VV Hillegom               | 9:1      | VV 's-Gravendeel         |
| HVV Hulst                 | 2:0      | Goessche Boys            |
| JOS Watergraafsmeer       | 2:3      | Heldersche RC            |
| HVV Laakkwartier          | 3:2      | SV Gouda                 |
| LOC Amsterdam             | 0:6      | Swift Amsterdam          |
| MAAS Maassluis            | 2:4      | ’s-Gravenzandse VV       |
| Martinit Schiedam         | 3:1      | VDS Den Haag             |
| VV Moordrecht             | 5:3      | VV Waddinxveen           |
| VV Naaldwijk              | 2:2      | VV Hillinen              |
| RKVV Obbicht              | 6:2      | SV Schuttersveld         |
| Oost Arnhemse Boys        | 7:2      | VV Oosterbeek            |
| VV Oosterpark             | 3:6      | BSV Allen Weerbaar       |
| Oranje-Zwart Amsterdam    | 4:1      | ASV De Germaan           |
| VV Papendrecht            | 5:2      | SV RDM Rotterdam         |
| PAZO Oisterwijk           | 4:2      | VV Tricht                |
| VV Purmersteijn           | 4:3      | ADW Amsterdam            |
| SV Rhenus                 | 1:2      | CVV Germanicus           |
| VV Ripperda               | 2:0      | EAC Utrecht              |
| RVC Rijswijk              | 5:3      | Boskoopsche Boys         |
| SCA Amsterdam             | 0:6      | AFC Quick 1890           |
| VV Schagen                | 0:3      | VV Sloterdijk            |
| SVV Scheveningen          | 3:5      | DHS Schiedam             |
| SVV Schiedam              | 1:5      | SFC Schiedam             |
| VV Schinkelhaven          | 4:1      | SV Halfweg               |
| SDZ Amsterdam             | 3:1      | IVV Den Ilp              |
| SC Silvolde               | 9:0      | VV Winterswijk           |
| VV Staatsmijn Maurits     | 1:4      | Wit Groen Vaals          |
| RVV Steeds Volharden      | 1:8      | BVV De Kennemers         |
| VV Succes                 | 5:0      | Wilhelmina Vooruit       |
| SVW Gorinchem             | 7:0      | VV Sliedrecht            |
| TDO Amsterdam             | 2:2      | VVA Amsterdam            |
| The Rising Hope Rotterdam | 6:2      | Vlaardingsche FC         |
| TIW Amsterdam             | 2:4      | SNA Amsterdam            |
| VSV Tonegido              | 3:5      | VV Schoten               |
| VV Utrecht                | 6:2      | SV Texel                 |
| UVS Leiden                | 4:1      | HSV Cromvliet            |
| Vaasser Boys              | 0:3      | SML/Spatram Arnheim      |
| SV Verkade                | 3:4      | THB Haarlem              |
| VIA Groningen             | 6:2      | VV Steenwijk             |
| Victoria Hilversum        | 0:3      | DEC Amsterdam            |
| VIOS Den Haag             | 3:2      | Ajax Sportman Combinatie |
| VOC Rotterdam             | 5:1      | HSV DUNO                 |
| CVV Vriendenschaar        | 6:0      | Ontwaakt Amsterdam       |
| VV Watergraafsmeer        | 10:00    | SV Zeist                 |
| WAVV                      | 4:4      | SC Doesburg              |
| WSC Besoyen               | 4:0      | TVV Zevenaar             |
| ZVV Zaandijk              | 2:2      | Hollandia Hoorn          |
| Zandvoortsche VV          | 2:5      | VV SEP Delft             |
| VV Zierikzee              | 4:2      | VV De Zeeuwen            |
| VV Elinckwijk             | Freilos  |                          |
| RKSV Heer                 | Freilos  |                          |
| LVV De Postduiven         | Freilos  |                          |
| SSC Steenwijk             | Freilos  |                          |
| Vaasser Boys              | Freilos  |                          |

## 2. Runde
|                           | Ergebnis |                            |
| ------------------------- | -------- | -------------------------- |
| Alcmaria Victrix          | 6:0      | Heldersche RC              |
| BSV Allen Weerbaar        | 5:3      | Velox Utrecht              |
| RSC Alliance              | 0:6      | Hero Breda                 |
| AVV Alphen                | 4:2      | Martinit Schiedam          |
| VV Asser Boys             | 2:2      | BATO Winschoten            |
| VV Axel                   | 4:3      | MVAV Middelburg            |
| BIC Brummen               | 0:4      | BVV Borne                  |
| CAB Bolsward              | 2:3      | VV Heerenveen              |
| DSV Concordia Delft       | 4:2      | VV Rijswijk                |
| VV De Kooi                | 3:1      | Friesche VC                |
| VV De Valk                | 0:2      | PAZO Oisterwijk            |
| DEC Amsterdam             | 5:3      | OVVO Amsterdam             |
| DJK Amsterdam             | 1:4      | AFC Amsterdam              |
| DOS Utrecht               | 2:1      | VVA Amsterdam              |
| SV DOSKO                  | 7:0      | VV De Zeeuwen              |
| DWV Amsterdam             | 2:3      | AVV Zeeburgia              |
| Haarlemse FC EDO          | 9:2      | HVC Amersfoort             |
| Fluks Dordrecht           | 4:2      | Transvalia Rotterdam       |
| Fortuna Vlaardingen       | 7:6      | HVV Laakkwartier           |
| GFC Goor                  | 5:2      | WVC Winterswijk            |
| VV GOES                   | 3:2      | RBC Roosendaal             |
| VV Gorredijk              | 3:2      | LSC 1890                   |
| VV Haastrecht             | 1:2      | DCL Rotterdam              |
| Heerlen Sport             | 0:4      | RKSV Heer                  |
| HFC Helder                | 5:0      | VV Alkmaar                 |
| HVV Helmond               | 6:2      | RKVV Obbicht               |
| Heracles Almelo           | 3:4      | AVV De Volewijckers        |
| VV Hillinen               | 2:3      | BVV De Kennemers           |
| VV Hoek van Holland       | 1:1      | BEC Delft                  |
| SV Hoensbroek             | 2:7      | RKVV Miranda               |
| HVV Den Haag              | 3:3      | SC Emma Dordrecht          |
| KHC Kampen                | 3:3      | AV & CV Robur et Velocitas |
| VV Kinheim                | 12:50    | VV De Zeemeeuwen           |
| VV Moordrecht             | 0:2      | VV Alphia                  |
| Meppeler SC               | 3:2      | SSC Steenwijk              |
| NEC Nijmegen              | 6:3      | RODA Hooge Zwaluwe         |
| VV Noordster              | 2:1      | GRC Groningen              |
| ODS Kampen                | 6:0      | DHS Schiedam               |
| Olympia Gouda             | 2:2      | VOC Rotterdam              |
| Oost Arnhemse Boys        | 3:4      | ESCA Arnheim               |
| Oranje-Zwart Amsterdam    | 5:2      | SNA Amsterdam              |
| OSV Oostzaan              | 6:1      | VV De Spartaan             |
| BVV Picus                 | 6:2      | VOS Venlo                  |
| LVV De Postduiven         | 0:6      | RV & AV Steeds Hooger      |
| AFC Quick 1890            | 1:6      | FC Hilversum               |
| Quick Den Haag            | 3:2      | RVC Rijswijk               |
| RFC Rotterdam             | 5:3      | SV Gouda                   |
| VV Rigtersbleek           | 10:10    | CVV Germanicus             |
| RFC Roermond              | 4:2      | Wit Groen Vaals            |
| ’s-Gravenzandse VV        | 2:3      | SV De Hollandiaan          |
| SC Hees                   | 3:0      | ZVV Zutphania              |
| VV Schinkelhaven          | 2:4      | SV De Meteoor              |
| VV Schoten                | 0:0      | VV Hillegom                |
| VV SEP Delft              | 4:3      | UVS Leiden                 |
| SC Silvolde               | 2:4      | HVV Hengelo                |
| VV Sittard                | 2:3      | RKVV Palemig               |
| VV Sloterdijk             | 4:5      | VV Elinckwijk              |
| SML/Spatram Arnheim       | 4:2      | VV Rheden                  |
| VV Succes                 | 3:0      | VV Purmersteijn            |
| SVV Schiedam              | 3:2      | RV & AV Neptunus           |
| HVV 't Gooi               | 2:2      | BFC Bussum                 |
| The Rising Hope Rotterdam | 1:7      | SVW Gorinchem              |
| TSV Theole                | 5:2      | WAVV                       |
| TOG Amsterdam             | 3:4      | SV Beverwijk               |
| TSC Oosterhout            | 5:1      | VV Breda                   |
| TVV Zevenaar              | 4:2      | Arnhemse Boys              |
| GVV Unitas                | 3:0      | UVV Utrecht                |
| VV Utrecht                | 2:3      | BVC Bloemendaal            |
| Vaasser Boys              | 0:8      | VV Gelria Velp             |
| VDL-Maassluis             | 2:6      | SFC Schiedam               |
| VIA Groningen             | 1:4      | VV Hoogezand               |
| VIOS Den Haag             | 2:3      | CVV Rotterdam              |
| VC Vlissingen             | 4:0      | HVV Hulst                  |
| CVV Vriendenschaar        | 3:3      | Blauw Wit Amsterdam        |
| VV Watergraafsmeer        | 1:1      | Swift Amsterdam            |
| ZVV Waubach               | 7:3      | VV Staatsmijn Emma         |
| VV West Frisia            | 6:1      | SDZ Amsterdam              |
| WFC Wormerveer            | 7:2      | THB Haarlem                |
| Wilhelmina Den Bosch      | 1:0      | LSV Leerdam                |
| WVV Winschoten            | 3:3      | VV Muntendam               |
| ZVV Zaandijk              | 3:3      | APGS Amsterdam             |
| VV Zeelandia              | 2:4      | RKVV Baronie               |
| ZRC Amsterdam             | 0:3      | VV Ripperda                |
| ZVV Zaandam               | 3:1      | Neerlandia Amsterdam       |
| SV Zwolsche Boys          | 4:0      | VV Hattem                  |
| VV Papendrecht            | Freilos  |                            |
| VV Terneuzen              | Freilos  |                            |

## 3. Runde
|                             | Ergebnis |                        |
| --------------------------- | -------- | ---------------------- |
| 18. November 1934           |          |                        |
| Achilles 1894               | 6:2      | VV Sneek               |
| ADO Den Haag                | 5:3      | BVC Bloemendaal        |
| BSV Allen Weerbaar          | 0:4      | VV Elinckwijk          |
| AVV Alphen                  | 4:4      | SVW Gorinchem          |
| Be Quick 1887               | 5:1      | BATO Winschoten        |
| SV Beverwijk                | 2:3      | RFC Xerxes             |
| BFC Bussum                  | 3:2      | RV & AV Overmaas       |
| Blauw Wit Amsterdam         | 4:0      | HFC Helder             |
| VV Bleijerheide             | 4:3      | BVV Picus              |
| BVV Den Bosch               | 4:4      | VV Eindhoven           |
| DSV Concordia Delft         | 00:12    | Excelsior Rotterdam    |
| BVV De Kennemers            | 2:0      | ODS Kampen             |
| SV De Meteoor               | 2:8      | AFC Amsterdam          |
| AVV De Volewijckers         | 2:2      | ZVV Zaanlandia         |
| DEC Amsterdam               | 2:1      | Oranje-Zwart Amsterdam |
| Dordrechtsche FC            | 5:4      | VOC Rotterdam          |
| DHC Delft                   | 1:5      | Ajax Amsterdam         |
| DOS Utrecht                 | 4:3      | VV Kinheim             |
| SV DOSKO                    | 2:1      | VV Axel                |
| DWS Amsterdam               | 4:2      | SV De Hollandiaan      |
| Haarlemse FC EDO            | 3:1      | FC Hilversum           |
| Sportclub Enschede          | 2:2      | PEC Zwolle             |
| Enschedese Boys             | 6:3      | Zwolsche AC            |
| Fortuna Vlaardingen         | 3:5      | Sparta Rotterdam       |
| LAC Frisia Leeuwarden       | 2:1      | VV Heerenveen          |
| VV Gelria Velp              | 2:3      | NEC Nijmegen           |
| VV Gorredijk                | 3:3      | VV Muntendam           |
| HFC Haarlem                 | 10:20    | SVV Schiedam           |
| HBS Craeyenhout             | 5:4      | RV & AV Steeds Hooger  |
| HVV Helmond                 | 3:2      | TSC Oosterhout         |
| Hero Breda                  | 3:3      | TSV NOAD               |
| VV Hillegom                 | 0:3      | BEC Delft              |
| VV Hoogezand                | 2:0      | VV De Kooi             |
| VAV Juliana Spekholzerheide | 7:2      | Wilhelmina Den Bosch   |
| Kooger FC                   | 1:2      | CVV Rotterdam          |
| VV Leeuwarden               | 4:1      | GVAV Rapiditas         |
| RKVV Miranda                | 4:2      | RKSV Heer              |
| Meppeler SC                 | 2:0      | VV Noordster           |
| NAC Breda                   | 3:2      | SC Emma Dordrecht      |
| RKVV Palemig                | 2:0      | ZVV Waubach            |
| VV Papendrecht              | 1:5      | DCL Rotterdam          |
| PAZO Oisterwijk             | 0:6      | PSV Eindhoven          |
| Quick Den Haag              | 2:0      | VV SEP Delft           |
| Quick 1888                  | 5:3      | GFC Goor               |
| RC Heemstede                | 3:2      | Koninklijke HFC        |
| VV Rigtersbleek             | 2:4      | BVV Borne              |
| VV Ripperda                 | 6:2      | APGS Amsterdam         |
| AV & CV Robur et Velocitas  | 3:1      | HVV Hengelo            |
| RFC Roermond                | 2:1      | TSV LONGA              |
| SC Hees                     | 2:2      | Heracles Almelo        |
| SFC Schiedam                | 0:3      | Fluks Dordrecht        |
| SML/Spatram Arnheim         | 3:4      | TVV Zevenaar           |
| Stormvogels IJmuiden        | 2:1      | RFC Rotterdam          |
| VV Succes                   | 3:7      | Alcmaria Victrix       |
| Swift Amsterdam             | 0:5      | Feijenoord Rotterdam   |
| VV Terneuzen                | 8:0      | VV GOES                |
| TSV Theole                  | 5:0      | ESCA Arnheim           |
| GVV Unitas                  | 3:3      | VV Alphia              |
| VV Veendam                  | 6:4      | HSC Harlingen          |
| GVV Velocitas 1897          | 2:0      | LVV Friesland          |
| VC Vlissingen               | 5:2      | RKVV Baronie           |
| VUC Den Haag                | 2:5      | VSV Velsen             |
| WFC Wormerveer              | 1:3      | VV West Frisia         |
| AVV Zeeburgia               | 4:3      | OSV Oostzaan           |
| Zaanlandsche FC             | 4:0      | Hermes DVS             |
| SV Zwolsche Boys            | 2:4      | HVV Tubantia           |
| Vitesse Arnheim             | Freilos  |                        |

## 4. Runde
Teilnehmer: Die 66 Sieger der 3. Runde
|                            | Ergebnis |                             |
| -------------------------- | -------- | --------------------------- |
| 9. Dezember 1934           |          |                             |
| AV & CV Robur et Velocitas | 1:8      | Feijenoord Rotterdam        |
| 23. Dezember 1934          |          |                             |
| Achilles 1894              | 0:7      | Dordrechtsche FC            |
| 25. Dezember 1934          |          |                             |
| DEC Amsterdam              | 0:3      | Sparta Rotterdam            |
| VV Hoogezand               | 1:1      | Meppeler SC                 |
| RFC Xerxes                 | 1:3      | BVV De Kennemers            |
| 26. Dezember 1934          |          |                             |
| Alcmaria Victrix           | 6:5      | VV Elinckwijk               |
| BVV Borne                  | 1:2      | Quick 1888                  |
| DOS Utrecht                | 1:4      | RC Heemstede                |
| Haarlemse FC EDO           | 3:0      | DWS Amsterdam               |
| Enschedese Boys            | 5:2      | VV Leeuwarden               |
| Excelsior Rotterdam        | 4:4      | VAV Juliana Spekholzerheide |
| Fluks Dordrecht            | 3:0      | ZVV Zaandam                 |
| LAC Frisia Leeuwarden      | 2:0      | Ajax Amsterdam              |
| RKVV Miranda               | 1:6      | VV Eindhoven                |
| VV Muntendam               | 2:4      | VSV Velsen                  |
| NAC Breda                  | 0:0      | Zaanlandsche FC             |
| RKVV Palemig               | 1:3      | Heracles Almelo             |
| PEC Zwolle                 | 2:5      | CVV Rotterdam               |
| Quick Den Haag             | 2:5      | DCL Rotterdam               |
| VV Ripperda                | 3:7      | AVV Zeeburgia               |
| SVW Gorinchem              | 05:0 1   | VV Bleijerheide             |
| VV Terneuzen               | 0:2      | VC Vlissingen               |
| TSV Theole                 | 1:8      | ADO Den Haag                |
| TVV Zevenaar               | 0:9      | Stormvogels IJmuiden        |
| VV Veendam                 | 0:0      | PSV Eindhoven               |
| GVV Velocitas 1897         | 5:2      | BFC Bussum                  |
| VV West Frisia             | 2:3      | AFC Amsterdam               |
| 1. Januar 1935             |          |                             |
| HFC Haarlem                | 6:3      | Vitesse Arnheim             |
| HVV Helmond                | 7:3      | NEC Nijmegen                |
| 20. Januar 1935            |          |                             |
| Be Quick 1887              | 6:1      | VV Alphia                   |
| BEC Delft                  | 3:3      | TSV NOAD                    |
| RFC Roermond               | 1:1      | HBS Craeyenhout             |
| 3. Februar 1935            |          |                             |
| HVV Tubantia               | 3:5      | Blauw Wit Amsterdam         |
| SV DOSKO                   | Freilos  |                             |

## 5. Runde
|                             | Ergebnis |                      |
| --------------------------- | -------- | -------------------- |
| 3. Februar 1935             |          |                      |
| AFC Amsterdam               | 2:4      | Sparta Rotterdam     |
| Alcmaria Victrix            | 2:0      | CVV Rotterdam        |
| BVV De Kennemers            | 4:6      | Feijenoord Rotterdam |
| SV DOSKO                    | 0:1      | HVV Helmond          |
| SVW Gorinchem               | 1:1      | Fluks Dordrecht      |
| Haarlemse FC EDO            | 5:2      | Enschedese Boys      |
| LAC Frisia Leeuwarden       | 3:1      | VV Eindhoven         |
| VAV Juliana Spekholzerheide | 5:1      | HFC Haarlem          |
| Meppeler SC                 | 5:2      | TSV NOAD             |
| PSV Eindhoven               | 6:1      | VC Vlissingen        |
| Quick 1888                  | 1:0      | DCL Rotterdam        |
| 3. März 1935                |          |                      |
| RC Heemstede                | 1:2      | HBS Craeyenhout      |
| VSV Velsen                  | 1:1      | GVV Velocitas 1897   |
| Stormvogels IJmuiden        | 3:0      | Heracles Almelo      |
| 14. März 1935               |          |                      |
| Blauw Wit Amsterdam         | 3:0      | ADO Den Haag         |
| 7. April 1935               |          |                      |
| AVV Zeeburgia               | 3:4      | Dordrechtsche FC     |
| Zaanlandsche FC             | 3:1      | Be Quick 1887        |

## 6. Runde
|                             | Ergebnis |                       |
| --------------------------- | -------- | --------------------- |
| 7. April 1935               |          |                       |
| Alcmaria Victrix            | 0:1      | Stormvogels IJmuiden  |
| 14. April 1935              |          |                       |
| Haarlemse FC EDO            | 4:3      | Zaanlandsche FC       |
| VAV Juliana Spekholzerheide | 5:0      | Sparta Rotterdam      |
| 22. April 1935              |          |                       |
| HVV Helmond                 | 2:1      | HBS Craeyenhout       |
| Quick 1888                  | 4:2      | LAC Frisia Leeuwarden |
| 24. April 1935              |          |                       |
| Meppeler SC                 | 0:1      | GVV Velocitas 1897    |
| 28. April 1935              |          |                       |
| Feijenoord Rotterdam        | 4:1      | Fluks Dordrecht       |
| 5. Mai 1935                 |          |                       |
| Dordrechtsche FC            | 3:4      | PSV Eindhoven         |
| Blauw Wit Amsterdam         | Freilos  |                       |

## Zwischenrunde
|                | Ergebnis |                  |
| -------------- | -------- | ---------------- |
| 28. April 1935 |          |                  |
| Quick 1888     | 0:3      | Haarlemse FC EDO |

## Viertelfinale
|                             | Ergebnis |                     |
| --------------------------- | -------- | ------------------- |
| 5. Mai 1935                 |          |                     |
| Feijenoord Rotterdam        | 3:0      | Haarlemse FC EDO    |
| 19. Mai 1935                |          |                     |
| VAV Juliana Spekholzerheide | 3:1      | Blauw Wit Amsterdam |
| Stormvogels IJmuiden        | 2:2      | PSV Eindhoven       |
| GVV Velocitas 1897          | 0:1      | HVV Helmond         |

## Halbfinale
|                      | Ergebnis |                             |
| -------------------- | -------- | --------------------------- |
| 16. Juni 1935        |          |                             |
| Feijenoord Rotterdam | 5:4      | VAV Juliana Spekholzerheide |
| 18. Juni 1935        |          |                             |
| HVV Helmond          | 2:1      | PSV Eindhoven               |

## Finale
| Feijenoord Rotterdam                        | Feijenoord Rotterdam | HVV Helmond | HVV Helmond | Aufstellung                                        |
| ------------------------------------------- | --- | --- | ----------- | -------------------------------------------------- |
| Feijenoord Rotterdam                        | \| 23. Juni 1935 in Rotterdam (Kromme Zandweg) \| \| Ergebnis: 5:2 (0:1) \| \| Zuschauer: 5.000 \| \| Schiedsrichter: Israels \| \| Spielbericht \|                   | \| 23. Juni 1935 in Rotterdam (Kromme Zandweg) \| \| Ergebnis: 5:2 (0:1) \| \| Zuschauer: 5.000 \| \| Schiedsrichter: Israels \| \| Spielbericht \|                               | HVV Helmond | Aufstellung Feijenoord Rotterdam gegen HVV Helmond |
| Feijenoord Rotterdam                        | Adri van Male – Joop van Heide, Bart Wursten – Bas Paauwe, Gerard Kuppen, Puck van Heel – Manus Vrauwdeunt, Arie Paauwe, Wim Groenedijk, Jaap Barendregt, Jan Linssen | P. van Veghel – Smits, L. van Veghel – Duimelinks, Scheepers, Wim Aelbers (61. Klaassen) – P. van Beek, Frans van der Velden, H. van Beek (61. Janssen), Cor Drouen, Van Heeswijk | HVV Helmond | Aufstellung Feijenoord Rotterdam gegen HVV Helmond |
| Feijenoord Rotterdam                        | 1:1 Arie Paauwe (55.) 2:1 Wim Groenedijk (57.) 3:2 Wim Groenedijk (67.) 4:2 Wim Groenedijk (80.) 5:2 Wim Groenedijk (85.)                                             | 0:1 Cor Drouen (42.) 2:2 Frans van der Velden (61.) | HVV Helmond | Aufstellung Feijenoord Rotterdam gegen HVV Helmond |
| 23. Juni 1935 in Rotterdam (Kromme Zandweg) | | |             |                                                    |
| Ergebnis: 5:2 (0:1)                         | | |             |                                                    |
| Zuschauer: 5.000                            | | |             |                                                    |
| Schiedsrichter: Israels                     | | |             |                                                    |
| Spielbericht                                | | |             |                                                    |